# Роберт Джемісон Ван-де-Грааф
Роберт Джемісон Ван-де-Грааф (англ. Robert Jemison Van de Graaff; 20 грудня 1901, Таскалуса, Алабама, США — 16 січня 1967, Бостон, США) — американський фізик та винахідник.
Закінчив Університет Алабами (1922). Поглиблював знання в Сорбонні та Оксфорді. У 929—1931 роках працював у Принстонському університеті, у 1931—1960 роках — в Массачусетському технологічному інституті.
Займався науковими дослідженнями в галузі ядерної фізики та прискорювальної техніки. 1929 року розробив генератор високої напруги, що у сучасному варіанті може давати понад 1 млн вольтів. Він складається з вертикального передавального ременя, по якому проходять електростатичні заряди (одержувані в результаті тертя) до великої порожньої сфери, закріпленої на ізольованій стійці. Нижній кінець ременя заземлений, тому заряд накопичується на сфері. Заряд, що створюється в повітрі, залежить від радіуса сфери, але він може бути істотно збільшений, якщо розмістити генератор в інертному середовищі, наприклад, в азоті.
У 1932—1933 спроєктував і побудував генератор із діаметром сфер у 4,5 м. У 1936 році побудував перший тандемний прискорювач негативних іонів.

## Патенти
- US1,991,236 — «Electrostatic Generator»
- US2,024,957 — «Electrical Transmission System»
- US2922905 — «Apparatus For Reducing Electron Loading In Positive-Ion Accelerators»
- US3,187,208 — «High Voltage Electromagnetic Apparatus Having An Insulating Magnetic Core»
- US3,323,069 — «High Voltage Electromagnetic Charged-Particle Accelerator Apparatus Having An Insulating Magnetic Core»
- US3239702 — «Multi-Disk Electromagnetic Power Machinery»
- US3,308,323 — «Inclined field High Voltage Vacuum Tubes»

## Відзнаки та вшанування пам'яті
У 1966 році отримав Премію Т. Боннера.
На честь науковця у 1970 році його іменем названо кратер на зворотному боці Місяця.